# Марьяновка (Березовский район)
Марья́новка (укр. Мар'янівка) — село, относится к Березовскому району Одесской области Украины.
Население по переписи 2001 года составляло 332 человека. Почтовый индекс — 67353. Телефонный код — 4856. Занимает площадь 1,016 км². Код КОАТУУ — 5121281203.

## Местный совет
67353, Одесская обл., Березовский р-н, с. Гуляевка, ул. Гагарина, 7